# واشنطن بارتليت
واشنطن بارتليت (بالإنجليزية: Washington Bartlett)‏ (و. 1824 – 1887 م) هو محامي، وسياسي أمريكي، ولد في سافانا، كان عضوًا في الحزب الديمقراطي الأمريكي، توفي في أوكلاند، كاليفورنيا، عن عمر يناهز 63 عاماً.

## مناصب
تولى منصب حاكم كاليفورنيا (8 يناير 1887–12 سبتمبر 1887)
- عمدة سان فرانسيسكو [الإنجليزية]‏ (8 يناير 1883–2 يناير 1887)
- عضو مجلس ولاية كاليفورنيا.